# Noces de Suse

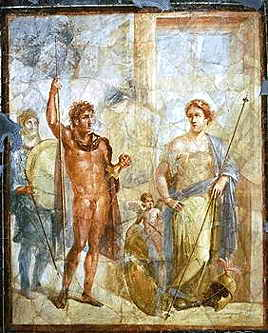
Alexandre (en Arès) épousant Stateira (en Aphrodite), mosaïque trouvée à Pompéi, musée archéologique de Naples.

Les noces de Suse sont une cérémonie nuptiale, à caractère grandiose et orgiaque, organisée par Alexandre le Grand en février 324 av. J.-C. Des milliers de Macédoniens, dont les principaux officiers du roi, sont mariés à des femmes perses et mèdes. Alexandre épouse Stateira, fille aînée de Darius III, ainsi que Parysatis, fille d'Artaxerxès III.
Les noces de Suse représentent un événement marquant du règne d'Alexandre car elles sont l'un des exemples les plus frappants de sa volonté de pérenniser l'empire par la fusion des élites irano-macédoniennes. 

## Unions célébrées
De retour de la campagne d'Inde, après avoir péniblement traversé la Gédrosie et la Carmanie, Alexandre se rend au début de l'année 324 av. J.-C. à Pasargades. Puis il parvient à Suse, l'ancienne capitale des Achéménides. En chemin, Alexandre demande à Aristobule de restaurer le tombeau de Cyrus qui a été profané, témoignant déjà d'un geste de bonne volonté à l'égard des Perses. Là il décide de célébrer des noces pendant cinq jours entre 10 000 Gréco-Macédoniens, dont 80 Compagnons (hétaires), et des femmes perses et mèdes.
Selon Arrien, Alexandre célèbre son propre mariage en même temps que celui de ses plus proches officiers. Il prend pour épouses Stateira, fille de Darius III, ainsi que Parysatis, en plus de sa première épouse, Roxane. Son favori Héphaistion épouse la sœur de Stateira, Drypétis, afin que leurs enfants respectifs soient cousins. Cratère épouse une nièce de Darius, Amastris. Perdiccas épouse la fille d'Atropatès. Ptolémée et Eumène épousent les filles d'Artabaze, Artacama et Artonis. Séleucos épouse la fille de Spitaménès, Apama. Enfin Néarque épouse la fille de Mentor. Tous les autres compagnons d'Alexandre reçoivent pour épouses « les filles des plus illustres Perses et Mèdes » au nombre de quatre-vingt. De même, Alexandre encourage fortement tous ses soldats à prendre épouse parmi les Perses et envoie, toujours selon Arrien, un cadeau de noces à chacun des couples de jeunes époux.
Les rites des mariages sont peu évoqués par les sources. Plutarque signale qu'il y a eu des « libations », mais sans en dire davantage. Les offrandes rituelles à une divinité sont communes aux deux cultures. On sait qu'au cours des noces, les évènements cultuels sont assurés par des prêtres grecs ainsi que des mages perses. Même si les deux cultures sont présentes, le rite matrimonial perse est clairement prééminent ; le démontre par exemple la coutume qui veut que l'époux donne un baiser à sa nouvelle épouse.

## Un cérémonial à la manière perse
- Si vous ne connaissez pas le sujet, laissez ce bandeau (vous pouvez alors contacter les auteurs).
- Si vous supprimez le contenu mis en cause (vous pouvez préalablement contacter les auteurs),

argumentez précisément cette suppression dans la page de discussion
(un manque de référence n'est pas un argument ; une recherche réelle de référence doit avoir été effectuée, être formellement documentée).

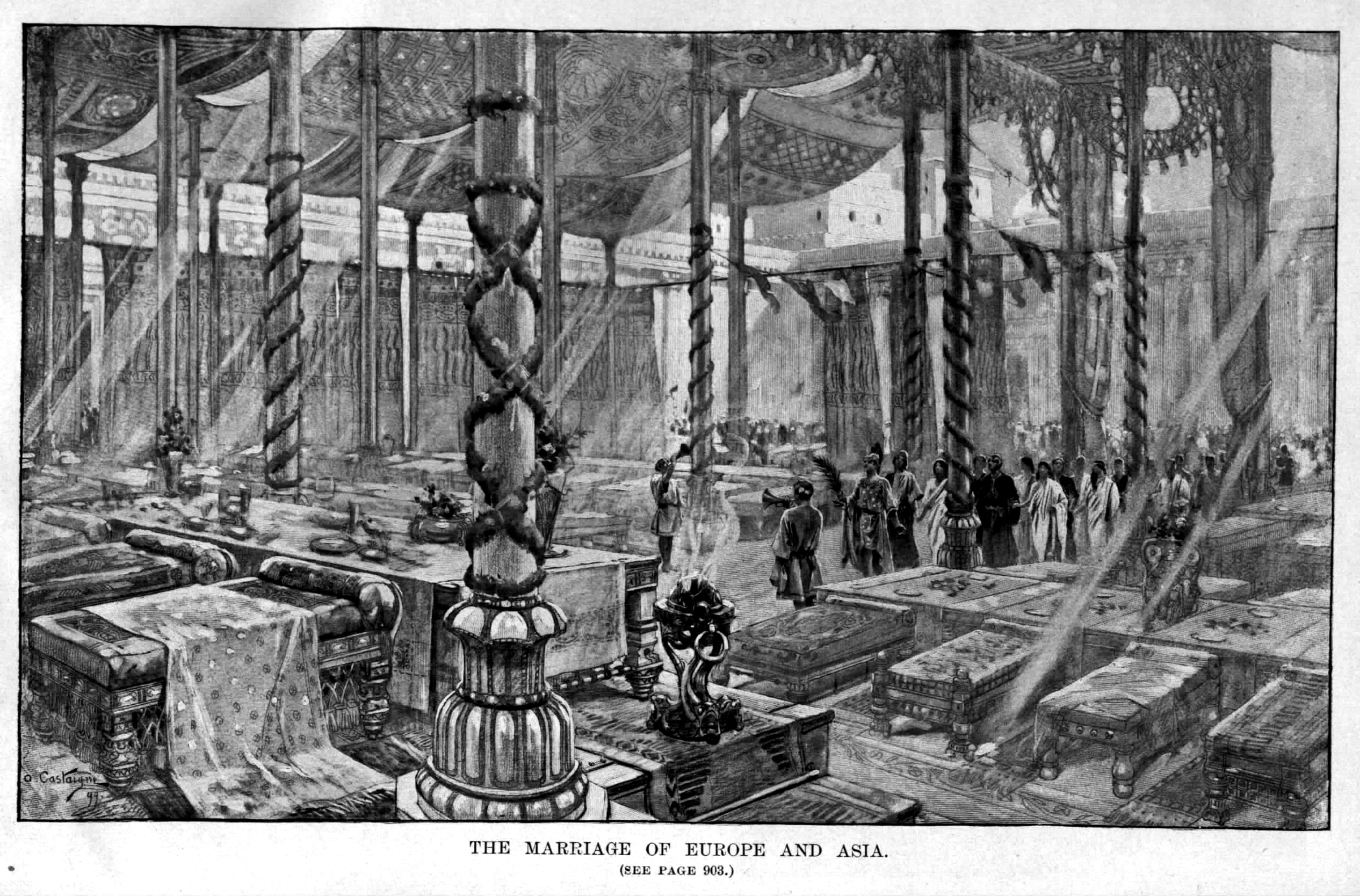
Les noces de Suse, André Castaigne.

Le cérémonial des noces ainsi que le banquet démontrent l'« orientalisation » décidée par Alexandre, car elle reprend les rites et coutumes des Grands Rois perses. Les noces, qui durent 5 jours, prennent place dans une immense tente royale, façonnée sur le modèle de la salle des audiences du palais achéménide (l'apadana), alors que le palais de Suse est encore debout. Nous pourrions y voir une volonté de marquer le caractère durablement mobile de la cour royale. Le luxe, souvent condamné par les auteurs antiques dont Plutarque et Élien, est décrit comme un trait de l'orientalisme de la cérémonie, assimilable à l'hybris des Grecs. Le faste de l'évènement n’est pas à lire comme un simple émerveillement ou une simple exagération. C'est aussi, pour les Anciens, un point de critique qui permet de différencier la culture orientale des Perses, qualifiés de barbares par les Grecs et les Romains, afin de les caractériser comme étrangers, au sens d'individus qui ne parlent pas la même langue.
Le luxe inouï répond aux coutumes du cérémonial perse auquel Alexandre se plie en partie. La tente royale est un monument impressionnant de toile de peau, soutenu par des colonnes recouvertes d'or d'environ 15 m de hauteur, aux tentures et voiles très riches. La richesse du mobilier est exposée sans pudeur car elle ne choque pas les autochtones, car un tel mobilier fait partie intégrante de l'appareil de l'État. On constate une richesse de la vaisselle et des coupes : Plutarque mentionne des « coupes d'or ». Les Perses, à l'instar des Grecs, prennent leur repas couchés sur des lits superbement ouvragés. Plutarque écrit que « chaque lit avait des pieds d'argent… celui d'Alexandre les avait en or ». Ces lits sont arrangés par un personnel spécialisé avec des coussins, tapis, plaids, comme le mentionne le même auteur
Le banquet se caractérise par une forte présence de serviteurs et intervenants : Élien va jusqu'à énumérer les artistes présents au cours de la cérémonie : « chanteurs », « acteurs », « artistes », « saltimbanques indiens »[réf. nécessaire]. On sait par Charès de Mytilène que les artistes présents proviennent d'horizons divers et que beaucoup de Barbares et de Grecs ont contribué à la distraction du roi et de sa cour. Alexandre et ses convives assistent aux performances de bateleurs indiens, joueurs de cithare, de flûte, etc. Ils écoutent également une performance du rhapsode Alexis de Tarente. Quant aux « artistes de comédie et de tragédie », il s'agirait principalement de Grecs, tel que Thessalos ou Lykôn. Ainsi les historiens à travers la diversité des origines des personnes ayant contribué au mariage, pensent y voir une forme de mixité culturelle à travers les arts. Ces artistes ne semblent pas être donnés en spectacles comme bouffons, car Plutarque reconnaît que les jongleurs indiens « surpassaient tous les autres en habileté » ; il y a donc une mise en valeur de chaque talent de l'empire. Ces artistes font partie intégrante du banquet, accompagnant en permanence Alexandre et buvant en sa compagnie. 
L'étiquette appliquée au cours du banquet est stricte et hautement symbolique. Le protocole réserve à Alexandre une place tout à fait spéciale. On remarque une différenciation au niveau des klinai (lits de banquet) car « celui d’Alexandre les avait en or »[réf. nécessaire], s'agissant d'un lit de parade qui lui est réservé. Alexandre se distingue également de ses convives par l'usage d'une coupe qui lui est spécialement destinée : une ôion (en forme d'œuf). Cette distinction à travers l'étiquette de la table répond à une vision symbolique typiquement perse qui veut que le roi, quelle que soit son activité, doit et veut se distinguer comme un être à part à qui l'on doit respect et soumission. Le banquet est donc une cérémonie minutieusement organisée autour de la figure du Grand Roi. On remarque également une certaine réflexion quant à la disposition des salles et des convives. Plutarque précise ainsi que les hôtes privés du roi sont installés en face de lui et de ses compagnons (ainsi que les jeunes mariés d’après Charès) et que le reste de l'armée se trouve dans la cour, la aulé, une structure de 700 m de pourtour, avec les ambassadeurs étrangers et les gens de passage. Cette disposition des convives est riche de sens car elle vise à indiquer la place de chacun dans l'estime du roi. En somme, le dîner royal constitue avant tout une démonstration sociale et politique, reflétant l'image même de la royauté. D'ailleurs Plutarque souligne une « munificence d'Alexandre [qui] était extraordinaire ». En effet la table du roi achéménide est un lieu majeur de la redistribution et le moment d'une démonstration de la largesse royale.
Alexandre cède au niveau de vie luxueux des rois perses, mais c'est avant tout superficiel, une sorte de façade pour plaire à ses nouveaux sujets et leur prouver qu'il prend sa légitimité à la succession de Darius très au sérieux. Au vu de l’appropriation faite par Alexandre du cérémonial perse, on se rend compte qu’il a une volonté de marquer une distance, il n'y a plus de pied d'égalité entre Macédoniens. Le roi de Macédoine, hégèmon de la ligue de Corinthe, n’est plus et laisse place au Grand Roi d'Asie, digne successeur des Achéménides. Ainsi il traduit une démarche d'affirmation de son statut de chef, aussi bien auprès des vaincus que de ses compagnons.
Il subsiste cependant quelques doutes, puisque certains historiens estiment que la cérémonie a très bien pu être en réalité célébrée à la manière greco-macédonienne. Cependant l'absence de sources contemporaines rend difficile d'exprimer avec certitude la véracité de ces assertions.

## Un acte politique

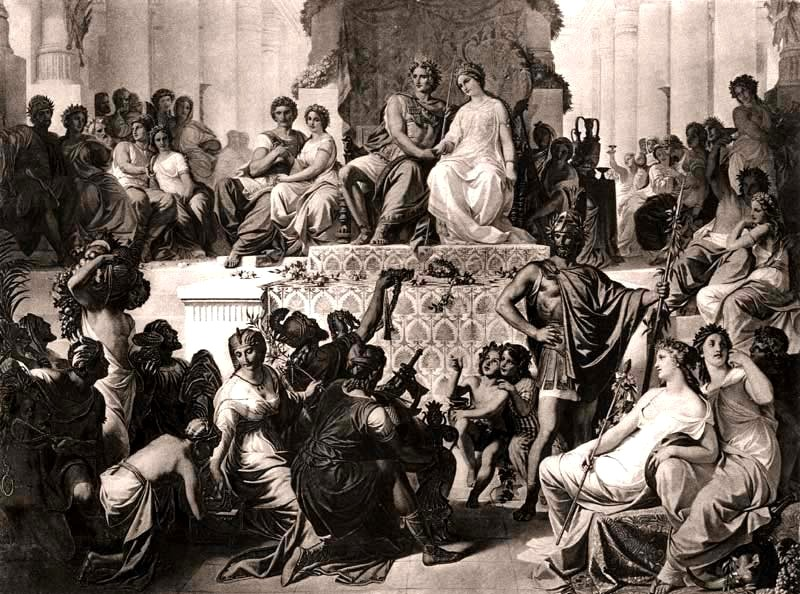
Les noces de Suse, gravure de la fin du XIXe siècle.

Devenu le nouveau Grand Roi en 331 av. J.-C., Alexandre entend d'abord marquer sa légitimité dynastique. C'est pourquoi ce dernier doit s’approprier, consolider et légitimer son pouvoir face à ses sujets asiatiques. Par conséquent, les filles de l'aristocratie perse doivent s'unir avec les principaux philoi (amis) du roi. Surtout ces noces permettent de sceller un pacte entre deux élites, à défaut de peuples, qui sont appelés à s'unifier, tout en respectant les traditions de chacun. L'assimilation des Macédoniens aux Perses a également pour but de conserver la norme oligarchique perse afin de gouverner les territoires conquis. Afin de s'attirer la sympathie de l'armée, Alexandre va jusqu'à rembourser les dettes contractées par les soldats auprès des marchands asiatiques ; il offre également en un geste symbolique des couronnes d'or à ses principaux généraux en guise de cadeau de noces.
Afin d'asseoir complètement sa légitimité dynastique, Alexandre s'intègre dans la famille royale en devenant le gendre de Darius. Il épouse en effet Stateira, fille de Darius et Parysatis, une fille d'Artaxerxès III, tout en étant déjà marié avec Roxane depuis 327. Les noces s'inscrivent dans un processus politique déjà bien entamé depuis 327, comme en témoigne l'adoption de l'étiquette perse à la cour royale. Alexandre montre la voie en prenant pour épouse Stateira et Parysatis. Devant diriger un empire très vaste, Alexandre cherche à mener une politique d'acculturation et de fusion parmi les élites. Ces noces doivent permettre la procréation d'une nouvelle population mixte, intégrée grâce à la création d'un statut juridique. Les enfants devront être éduqués à la macédonienne afin de les incorporer dans son armée. 
Pour certains historiens contemporains, tel William W. Tarn qui reprend à son compte les thèses de Droysen en s'appuyant sur le récit d'Arrien, les noces de Suse témoignent de la volonté d'unir les peuples dans un esprit de fraternité universelle, les Perses n'étant plus considérés comme des sujets et se voyant associés au gouvernement de l'empire. Mais cette vision idéaliste ne résiste pas à un examen critique. Ainsi pour Ernst Badian, ces noces sont d'abord le prétexte d'une réconciliation entre Alexandre et les Macédoniens, alors que cette hypothétique « fusion » entre les peuples concerne en premier lieu les élites. Pour autant, Alexandre montre qu'il a su dépasser l'opposition traditionnelle entre Grecs et barbares, avec pour objectif d'assurer la pérennité de l'empire.

## Désaccord des Macédoniens
Certains Macédoniens traditionalistes considèrent ces noces comme des mariages forcés et une offense faite à leurs coutumes. Cette intégration des Perses déplait à certains compagnons d'Alexandre car ces derniers apprécient peu de devoir épouser des femmes issues de peuples qu'ils viennent de conquérir. De plus, un grand nombre de Macédoniens sont déjà mariés, même si la polygamie est pratiquée en Macédoine du moins dans l'aristocratie. Être marié à une Asiatique sous-entend qu'Alexandre souhaite faire des provinces asiatiques le centre de son empire et qu'un retour en Macédoine parait peu probable alors que les vétérans manifestent la volonté de retourner dans leur patrie. D'ailleurs immédiatement après les noces de Suse, au printemps 324 av. J.-C., une mutinerie éclate à Opis, sur le Tigre au nord de Babylone. Les soldats condamnent la place nouvelle accordée aux troupes asiatiques, mais surtout le fait qu'Alexandre décide de régner sur son empire depuis l'Asie et non de revenir à Pella, alors qu'il a promis de revenir Macédoine au moment de la sédition en Inde.
Parmi les généraux d'Alexandre, seuls quelques-uns conservent leur épouse perse après la mort d'Alexandre, comme Eumène de Cardia avec Artonis (la sœur de Barsine) et Séleucos avec Apama. Cette dernière donne naissance à Antiochos Ier, seul épigone à posséder une ascendance perse.

### Sources antiques
- Arrien, Anabase [lire en ligne], VII, 4, 4–8 ; VII, 6, 2.
- Athénée, Deipnosophistes [détail des éditions] (lire en ligne), XII, 538b–539a d'après Charès de Mytilène (Fragmente der griechischen Historiker, 125 F 4) ; 539b–540a d'après Phylarque (FGrH 81 F 41).
- Diodore de Sicile, Bibliothèque historique [détail des éditions] [lire en ligne], XVII, 107, 6.
- Justin, Abrégé des Histoires philippiques de Trogue Pompée [détail des éditions] [lire en ligne], XII, 10.
- Plutarque, Vies parallèles [détail des éditions] [lire en ligne], Alexandre, 70, 3.